# مقاطعة أليتس
مقاطعة أليتس (بالليتوانية: Alytaus apskritis)‏، (بالبولندية: Okręg olicki)‏ هي واحدة من مقاطعات دولة ليتوانيا العشرة. وهي مقاطعة تقع في الأقصى الجنوبي من الدولة، وعاصمتها مدينة أليتس. تقع أراضيها ضمن المنطقة الإثنوغرافية في دزوكيّا.
في الأول من تموز (يوليو) 2010، ألغيت إدارة المقاطعة، وبقيت مقاطعة أليتوس كوحدة جغرافية وإحصائية.